# Ulay

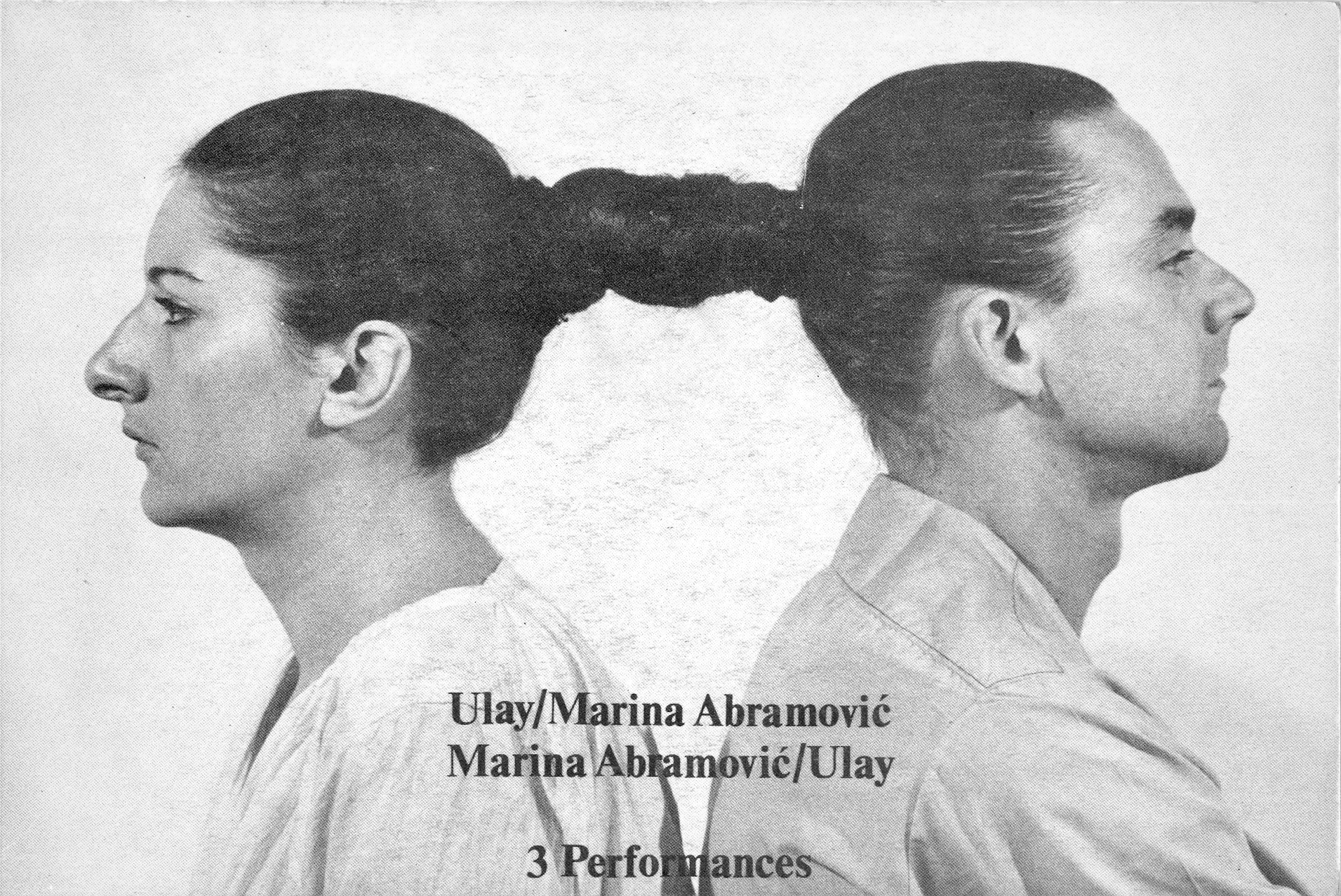
Marina Abramović a Ulay, performance, 1978

Ulay (pseudonym Frank Uwe Laysiepen) (Solingen, 30. listopadu 1943 – Lublaň, 2. března 2020) byl mezinárodně uznávaný vizuální umělec. V 70. a 80. letech byl se svou prací významným představitelem performančního umění. Mnoho let pracoval s Marinou Abramovićovou. Poslední fázi svého života pracoval jako fotograf na různých projektech.

## Práce

### Výkonný umělec
Ulay se stal známým v 70. letech jako přední německý performer. Spolupracoval s místními umělci v Německu, Nizozemsku, Austrálii a Číně a ve Spojených státech. Ve všech jeho dílech hraje vedle otázek o vesmíru a společnosti hlavní roli umění body artu. Žil a pracoval v Amsterdamu.

### Marina Abramović a Ulay
Jeho vystoupení s Marinou Abramović v období 1975–1988 se staly nejznámějšími. Jednou seděli několik hodin tiše naproti sobě u stolu s jedovatým hadem uprostřed mezi nimi. V dalším představení se postavili proti sobě, přičemž jeden držel luk a druhý šíp navlečený na tomto luku. Jejich spolupráce (a s nimi i jejich vztah) skončila po cestě Čínou, při které každý šel pěšky ze své strany přes Velkou čínskou zeď. Ulay započal svou cestu v poušti Gobi a Abramović zahájila svou cestu u Žlutého moře. Poté, co každý ušel 2500 km, setkali se uprostřed a rozloučili se. V roce 2010 se oba umělci znovu setkali během představení Abramovićové v MoMA v New Yorku, když Ulay chvíli mlčky seděl na židli naproti ní.

### Fotografie
Ulay vystudoval jako fotograf a své performance vždy dokumentoval prostřednictvím fotografie. Jedním z jeho oblíbených fotoaparátů byl Polaroid. Ve svém nejnovějším projektu WaterTo All tematizoval nedostatek vody v arabském světě a zatopení Nizozemska.

### Výstavy a učitelské funkce
- V roce 1982 se zúčastnil výstavy documenta 7 a v roce 1987 documenty 8 v Kasselu.
- V letech 1999 až 2004 byl Ulay profesorem na Staatliche Hochschule für Gestaltung v Karlsruhe.

## Smrt
V roce 2011 se u něj v těle rozvinula rakovina, která ho vedla k natočení filmu Project Cancer. Oslabený nechal v lednu 2019 vytisknout svou siluetu, kterou vystavil v londýnské galerii Richarda Saltouna. Zemřel ve věku 76 let.

## Galerie

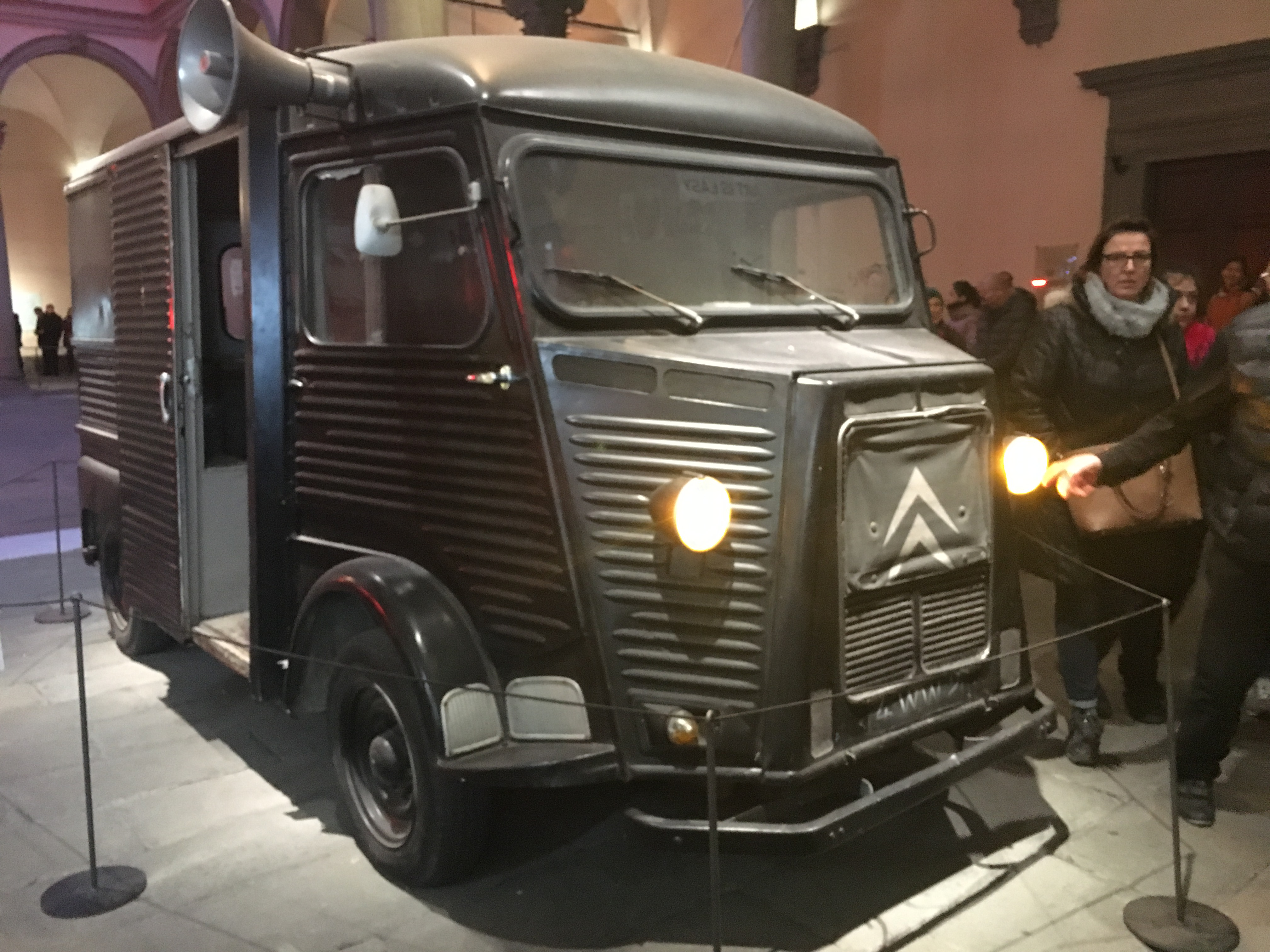
Dodávka Marina Abramović – Ulay, performance
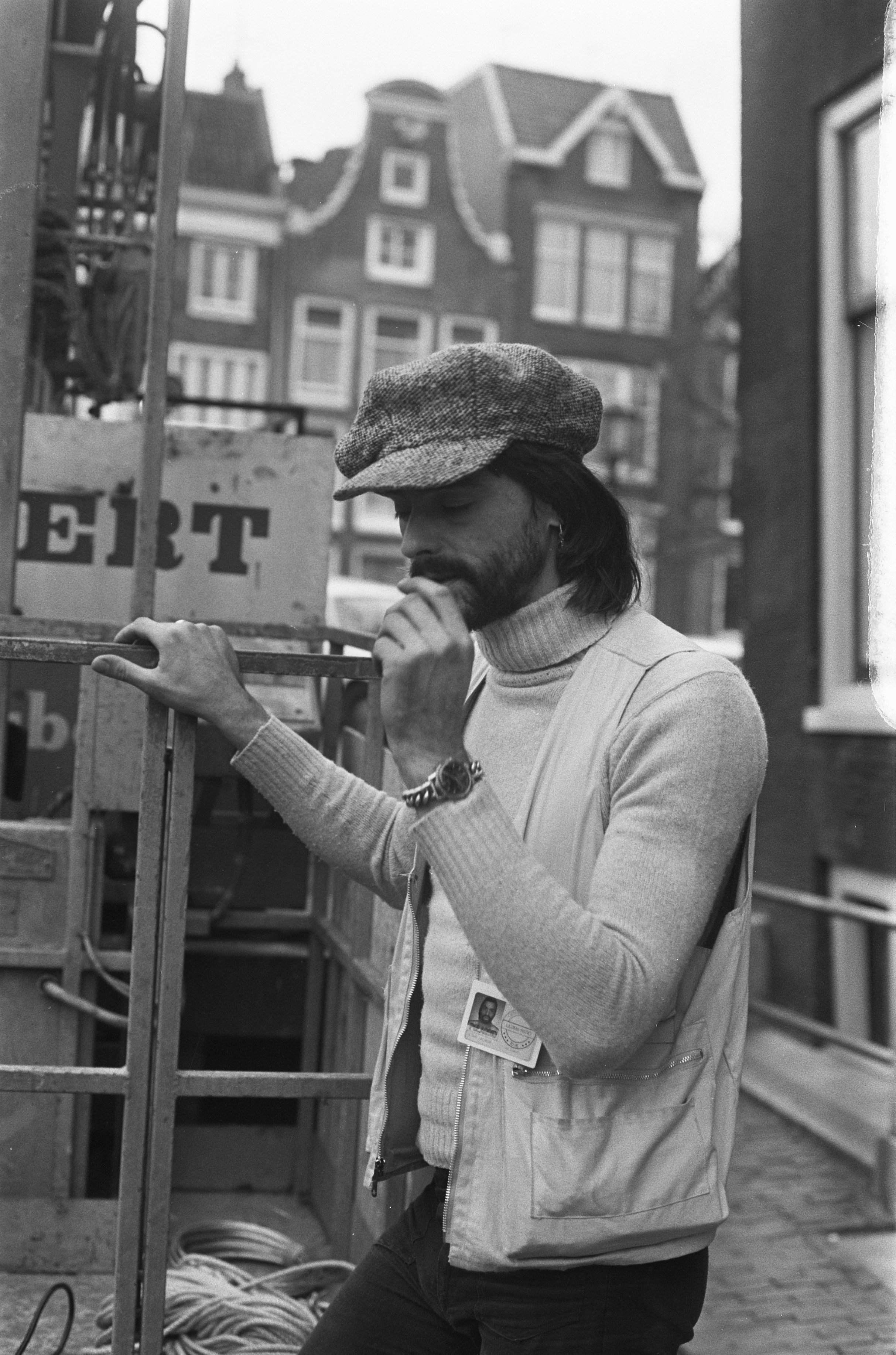
Velkoformátová fotografie ropné rafinerie visící na fasádě budovy na ulici Herengracht, performance
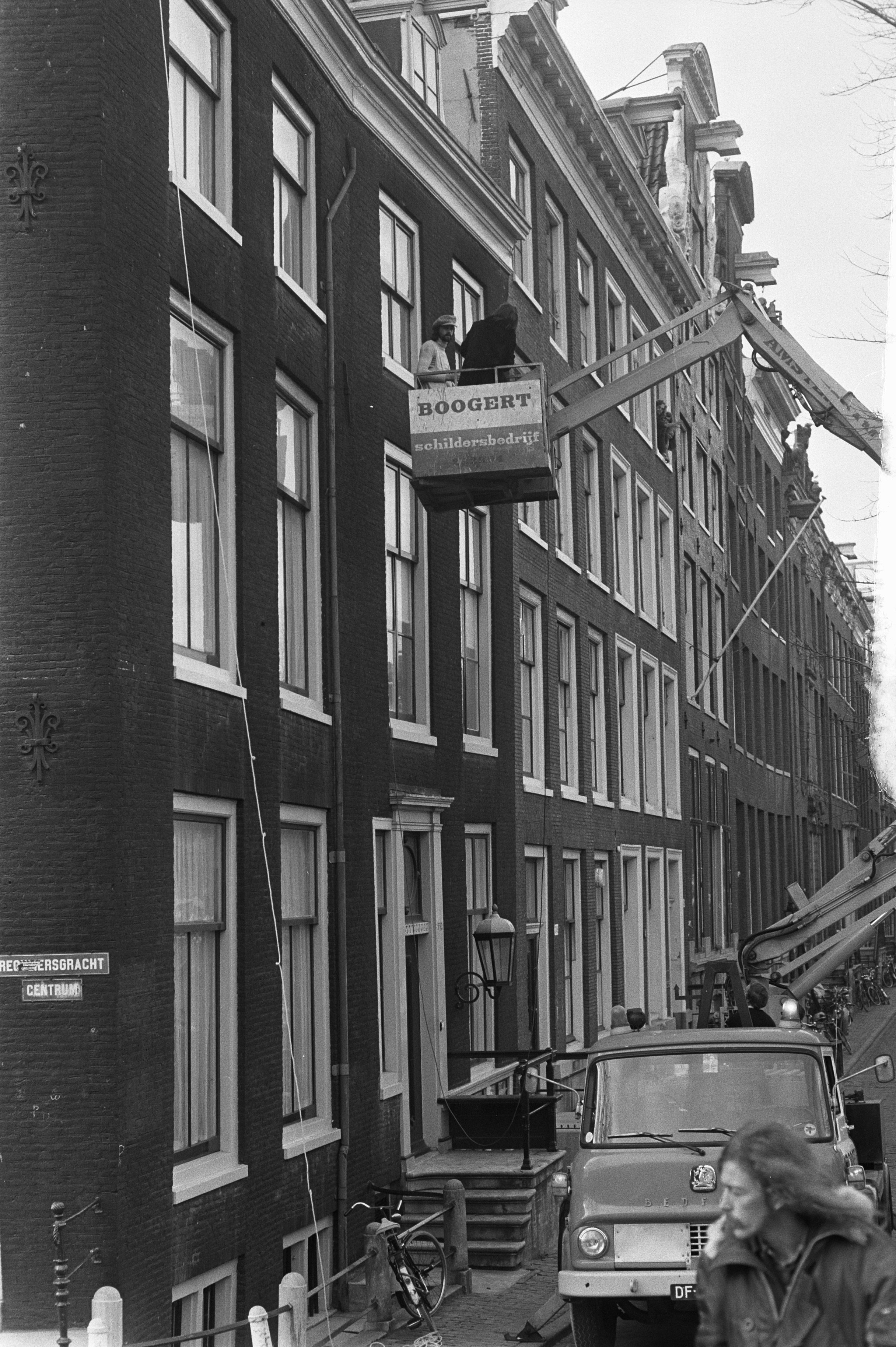
Performance
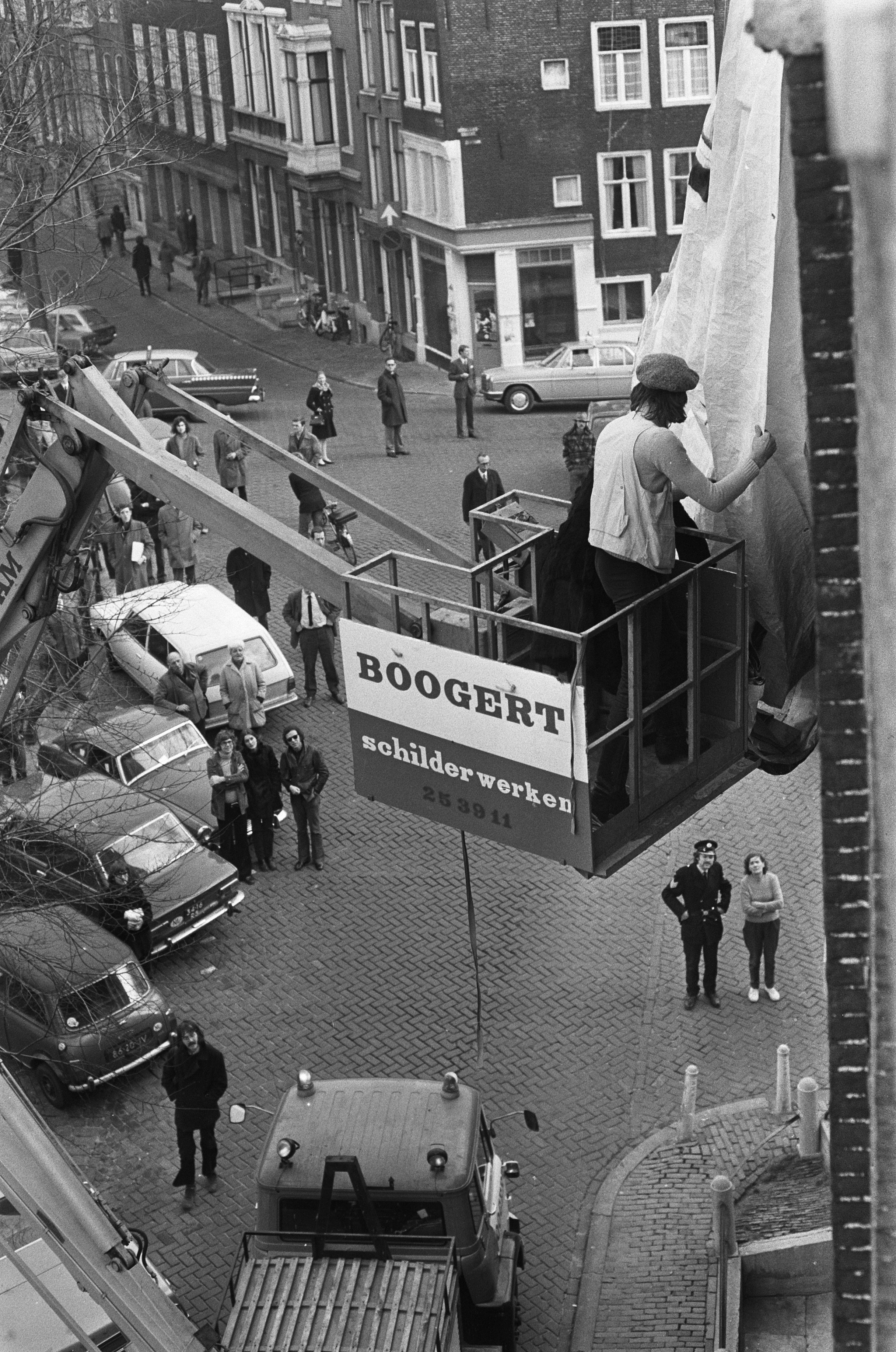
Performance
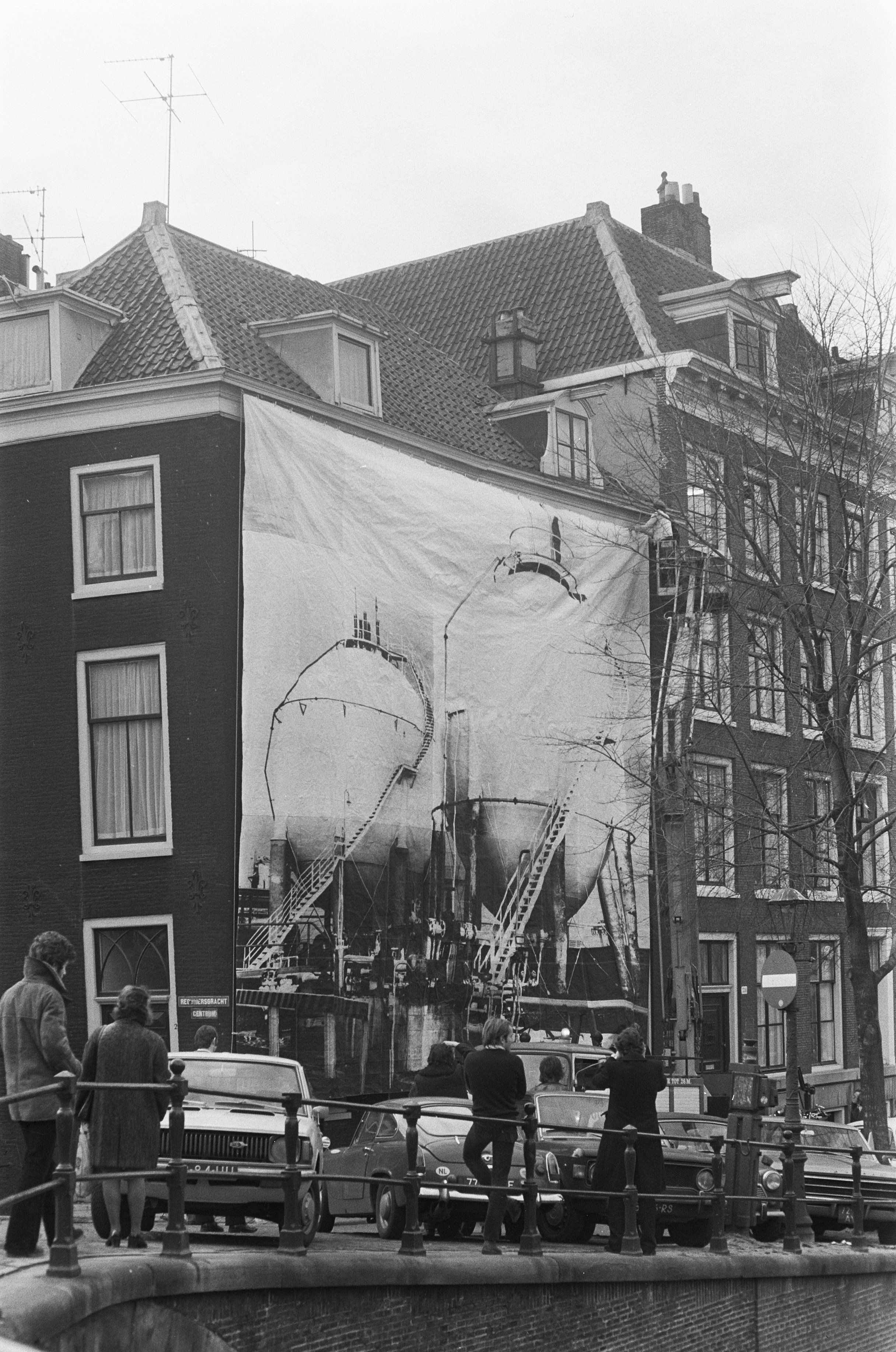
Performance
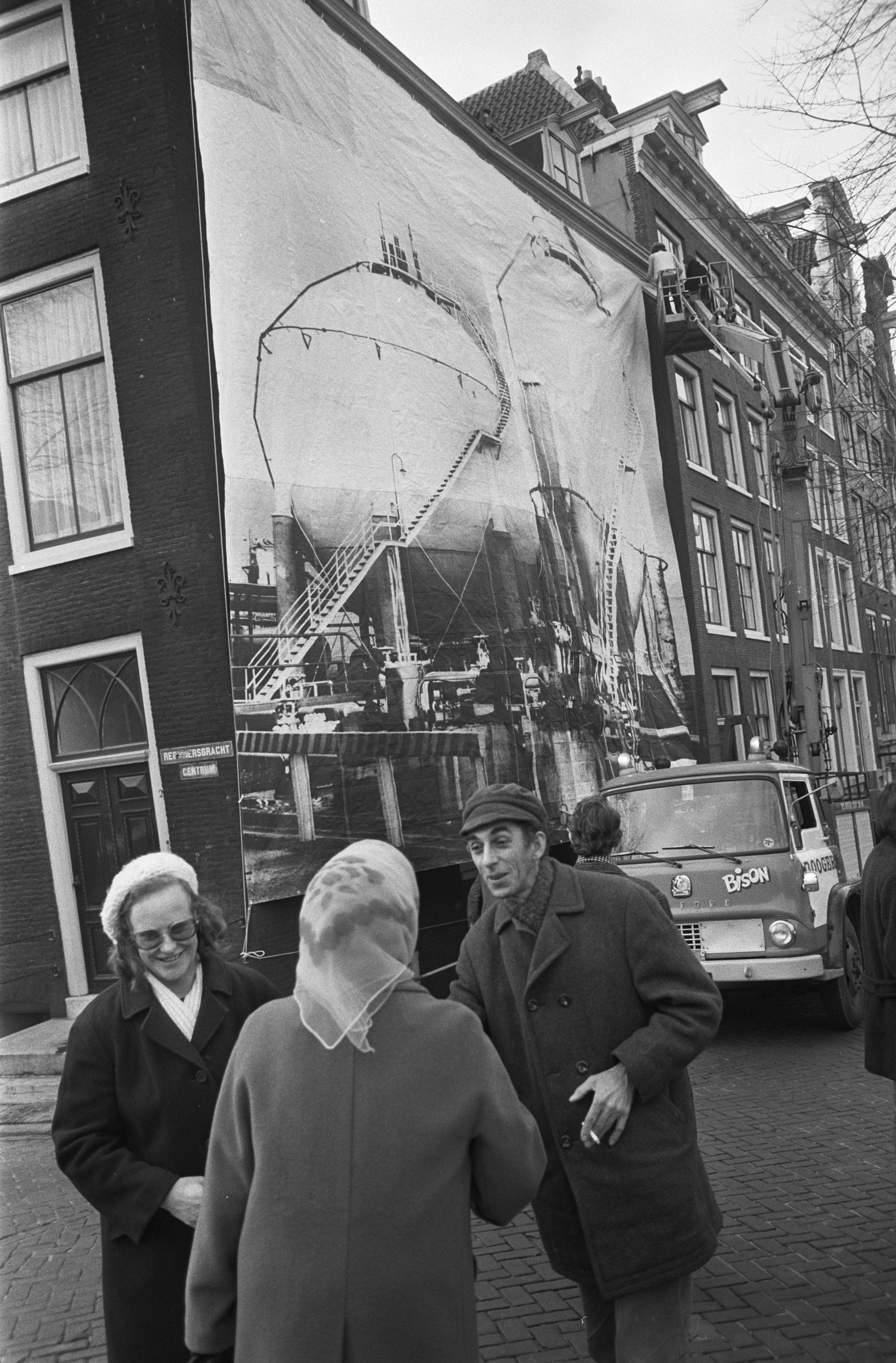
Performance